# جیم آرناوتس
جیم آرناوتس (انگلیسی: Jim Aernouts؛ زادهٔ ۲۳ مارس ۱۹۸۹) دوچرخه‌سوار اهل بلژیک است.